# OVRMOD
OVRMOD는 대한민국의 가수이다.

## 앨범
- 《SADXMAS!(Feat. purple coi n)》 2020
- 《악몽 (Nightmare)》 2020
- 《boomerang》 2020
- 《messed up/recovered(잘지내)》 2020
- 《찍어!》 2020
- 《Out Of Mind》 2020
- 《Just Play Real Love (Prod.Ta ngo)2021
- 《악몽 (신효근 remix)》 2021
- 《toast》 2021